# Torta di rape

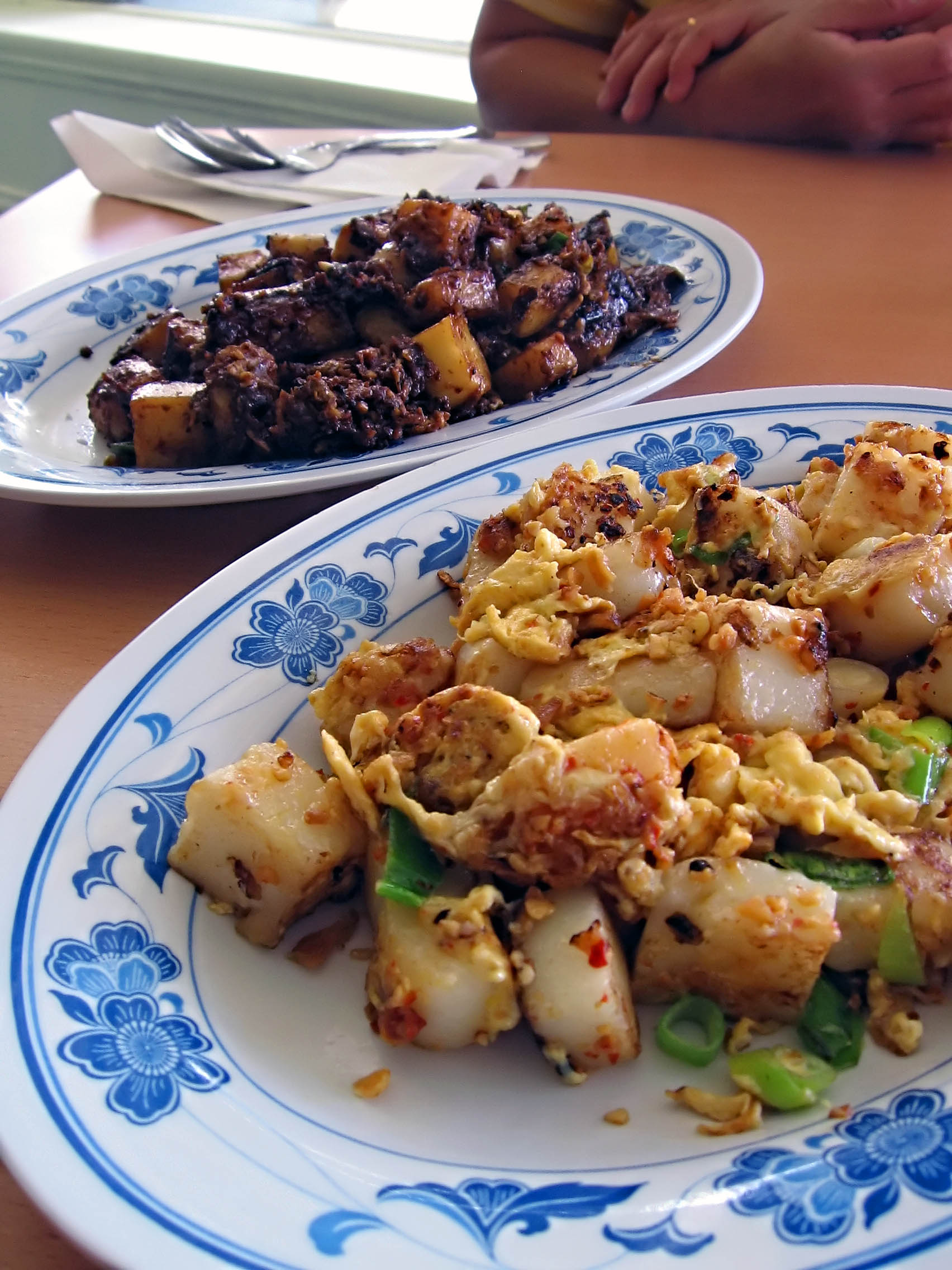
Torta di rapa preparata con salsa scura (con soia scura e melassa) e leggera (sale e salsa di pesce) in stile chai tow kway.

La torta di rape è un piatto cinese, usualmente servito come dim sum. Il nome meno comune di torta di ravanelli è più accurato, poiché nel piatto non vengono utilizzate le rape in stile occidentale ma piuttosto il ravanello sminuzzato (tipicamente ravanello cinese) e la semplice farina di riso. A Singapore è tradizionalmente chiamata torta di carote.
La torta di rape è comunemente servita nello yum cha cantonese, solitamente tagliata a fette rettangolari e talvolta fritta in padella prima di servire. Ogni torta saltata in padella presenta all'esterno un sottile strato croccante derivante dalla frittura, e all'interno è morbida. La versione non fritta è morbida ovunque. È uno dei piatti standard che si trovano nella cucina dim sum cinese e nei ristoranti di Chinatown all'estero. Viene comunemente consumato anche durante il capodanno cinese, poiché la parola per ravanello (菜頭; chhài-thâu) è un omofono per "buona fortuna" (好彩頭; hó-chhái-thâu) nella lingua hokkien. A Taiwan, la torta di rape viene comunemente consumata anche come parte della colazione.

## Nomi
Il piatto è conosciuto come "torta di carote fritte" o semplicemente "torta di carote" nei paesi del sud-est asiatico, poiché la parola per il daikon, uno dei suoi ingredienti principali, può anche riferirsi a una carota (紅菜頭; âng-chhài-thâu; "ravanello rosso"). Non c'è alcun collegamento tra questo piatto e la dolce torta di carote occidentale. Si chiama "torta di carote" a causa di una vaga traduzione inglese di chhài-thâu-kóe, che ha preso piede tra i commensali non madrelingua. Questo termine improprio ha dato il titolo a una popolare guida sul cibo di strada di Singapore, There's No Carrot in Carrot Cake, scritta da Ruth Wan, Roger Hiew e Leslie Tay, pubblicata da Epigram Books nel 2010.

## Preparazione
Per preparare una torta di rape, le radici del ravanello cinese vengono prima triturate. Il ravanello cinese, sia nella varietà bianca e verde che nella varietà completamente bianca, è uno degli ingredienti chiave poiché costituisce gran parte della torta. Gli altri ingredienti fondamentali sono acqua e farina di riso. A volte viene aggiunto l'amido di mais poiché aiuta a legare insieme la torta, soprattutto quando vengono aggiunti un gran numero di ingredienti aggiuntivi (vedi elenco sotto). Gli ingredienti vengono mescolati insieme fino a quando non vengono combinati.
È possibile aggiungere anche altri ingredienti che forniscono l'aroma dell'umami. Tra questi, pezzi tagliati a dadini o tritati di:
- Gamberetti essiccati
- Shiitake essiccato
- Salsiccia cinese
- Prosciutto Jinhua

Questi ingredienti aromatizzanti possono essere saltati in padella prima di essere aggiunti alla miscela di ravanello e farina/amido. Torte un po' più lussuose contengono quantità maggiori di questi ingredienti aggiunti direttamente alla miscela. Le varianti più economiche, soprattutto quelle vendute nei ristoranti dim sum, spesso hanno solo una spolverata sopra, per contenere i costi.
Questa miscela combinata viene quindi versata in una vaporiera rivestita con un foglio di alluminio unto o cellophane e cotta a vapore a fuoco vivo per 40-60 minuti finché non si solidifica in una massa gelatinosa.
Per chi soffre di allergie ai ravanelli, alcune ricette sostituiscono i ravanelli con le rape. Altre varianti sono le torte di taro o di zucca.

## Usi
Sebbene le torte di rape al vapore possano essere consumate direttamente con salsa di soia, vengono comunemente cotte nuovamente per aggiungere ulteriori sapori. Ad esempio, la torta di rape può essere tagliata in pezzi rettangolari una volta raffreddata e poi fritta in padella fino a quando entrambi i lati diventano dorati. Viene servito con salsa di peperoncino e/o salsa hoisin come condimento.
La torta di rape può anche essere saltata in padella e trasformata in chai tow kway.